# Wasserschloss Hürben (Krumbach)

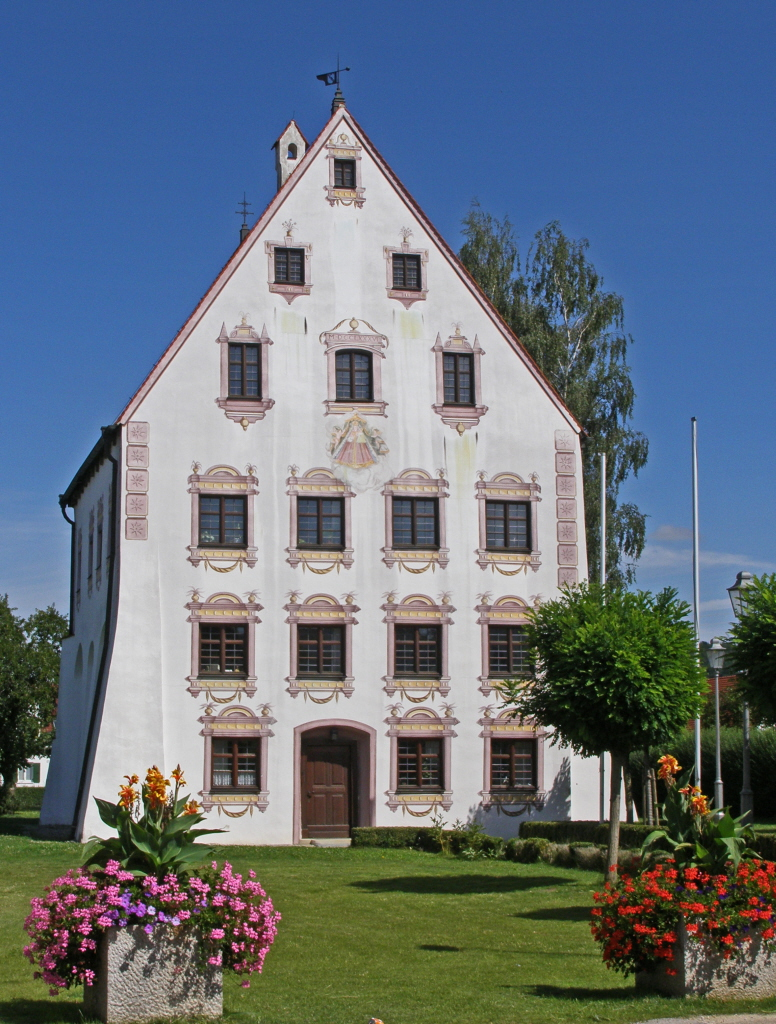
Vorderansicht des Schlosses

Das Hürbener Wasserschloss repräsentiert den ehemaligen Verwaltungssitz des einst selbstständigen Dorfes und heutigen Stadtteils von Krumbach in Schwaben im Freistaat Bayern.

## Geschichte
In der ersten Hälfte des 14. Jahrhunderts war Hürben Sitz der Herren von Reichenbach. Folgend wechselten viele Geschlechter die Herrschaft Hürben, beispielsweise die Markgrafen von Berg, Georg von Puchheim, Puppelin von Ellerbach, Hans von Stadion, Ritter von Freyberg zu Neuenstreußlingen, Hans von Stein, Hans von Knöringen, Georg von Freyberg zu Hürben, Dietgen von Wetterstein, Hans Lamparter von Greifenstein, Johann Baptist Weber zum Pinsenberg, Graf von Lichtenstein-Kastelkorno u. a. m.
Der Kernbau des dreistöckigen Satteldachbaus, eine Fachwerkkonstruktion, wurde um 1478 (?) errichtet. Ursprünglich ist von einem Wasserschloss mit Ringgraben auszugehen. Das heutige Erscheinungsbild mit den wuchtigen, ringsum angeordneten Stützpfeilern über den beiden Untergeschossen, den relativ kleinen Räumlichkeiten und der wiederhergestellten Fassadenmalerei ist zwischen 1780 und 1786 entstanden. Anlass dieser Umgestaltung, für die der Wettenhausener Stiftsbaumeister Joseph Dossenberger Pläne vorlegte, waren offensichtlich statische Problemstellungen.
Heute ist im Hürbener Wasserschloss die Volksmusikberatungsstelle des Bezirks Schwaben untergebracht.